# Окей (жест)

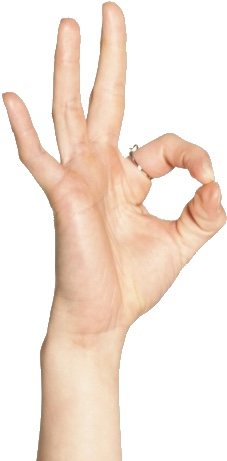
Жест

Эмодзи-версия жеста

Жест окей (символ Unicode U + 1F44C «👌») выполняется путём соединения большого и указательного пальцев и удерживания других пальцев прямыми или расслабленными вдали от ладони. Часто используется подводниками и означает «Я в порядке» или «Ты в порядке?». В большинстве англоязычных стран означает одобрение, согласие и сигнал, что всё хорошо или «Ok». В других контекстах или культурах этот жест может иметь различные значения или коннотации, включая отрицательные, оскорбительные, финансовые, численные, религиозные или чисто лингвистические.

## Положительные значения

### Классическое использование

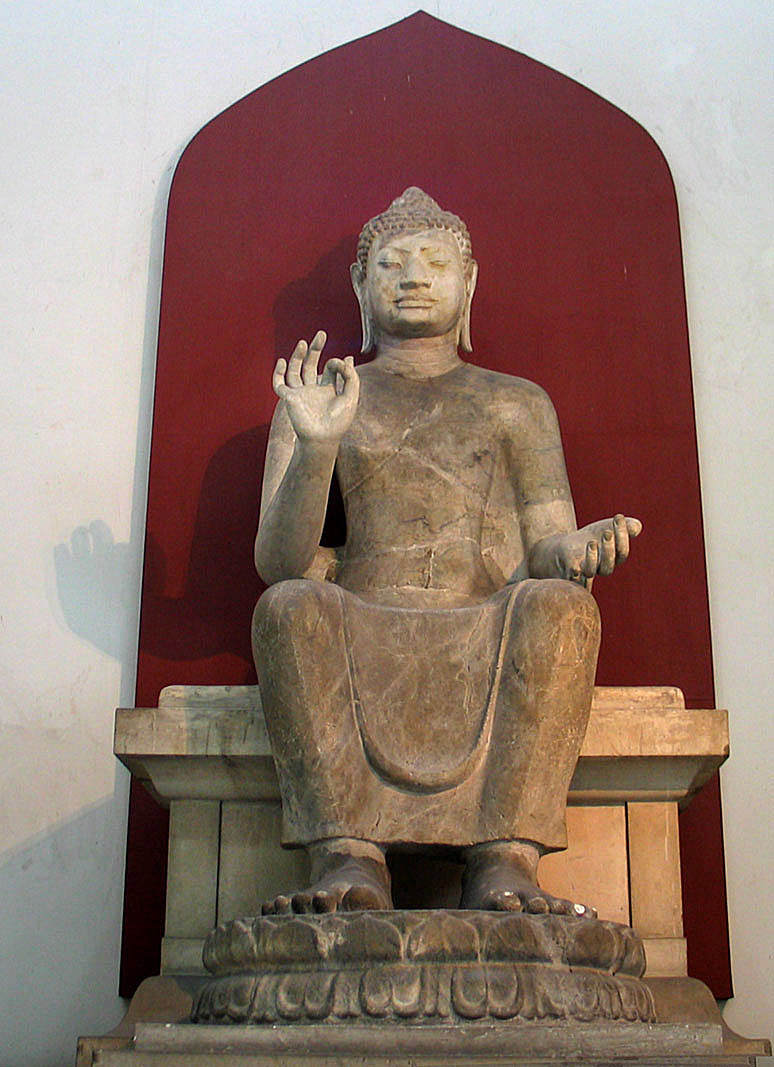
Статуя Будды в Таиланде, изображающая жест Витарка мудра

Жесты, образованные сведе́нием указательного и большого пальцев в кольцо при вытянутых остальных пальцах, появились в Греции, по крайней мере, уже в пятом веке до нашей эры, их можно увидеть на расписных вазах как выражение любви, причём большой и указательный пальцы имитируют целующиеся губы. Когда в Древней Греции один человек показывал этот жест другому, он выражал свою любовь, при этом чувство выражалось скорее в соприкосновении кончиков пальцев, чем в кольце, которое они образовывали. Использование этого жеста для выражения согласия и одобрения можно проследить до Рима первого века н. э., где его использовал риторик Квинтилиан. Хирономия Квинтилиана описывает различия в контексте использования этого жеста в разных моментах речи: для вступления, вынесения предупреждения, похвалы, обвинения и завершения декламации.
Одновременно знак использовался в буддизме и индуизме как символ внутреннего совершенства. Этолог Десмонд Моррис утверждает, что соединённые большой и указательный пальцы означают точность в восприятии чего-либо в буквальном или переносном смысле, и что форма, образованная ими, представляет собой воплощение совершенства — круг — отсюда межкультурное значение жеста, что все «совершенно правильно» или «идеально».
В Неаполе этот жест долгое время символизировал любовь и супружество, как было принято в соседней Греции, но только с ладонью, смотрящей вверх, в то время как тот же жест, но со смотрящей вниз ладонью, изображал руку с весами правосудия. По всей Италии этот жест продолжал использоваться для изложения точки зрения в разговоре, выражая логическую точность, если кисть руки перемещалась; но удерживаемый неподвижно в вертикальном положении с пальцами, направленными вверх, он означал совершенство.
Ранние свидетельства об использовании жеста в англоязычном мире датируются 1644 годом, когда британский врач-философ Джон Бульвер написал свою «Хирологию». Среди множества жестов рук, описанных Бульвером, один охарактеризован так: «Вершина указательного пальца перемещена так, что соединяется с ногтём находящегося рядом с ним большого пальца, а остальные пальцы расслаблены», Бульвер отмечал, что это «подходит для тех, кто выражает удовлетворение, выделяет или одобряет».

### «OK»

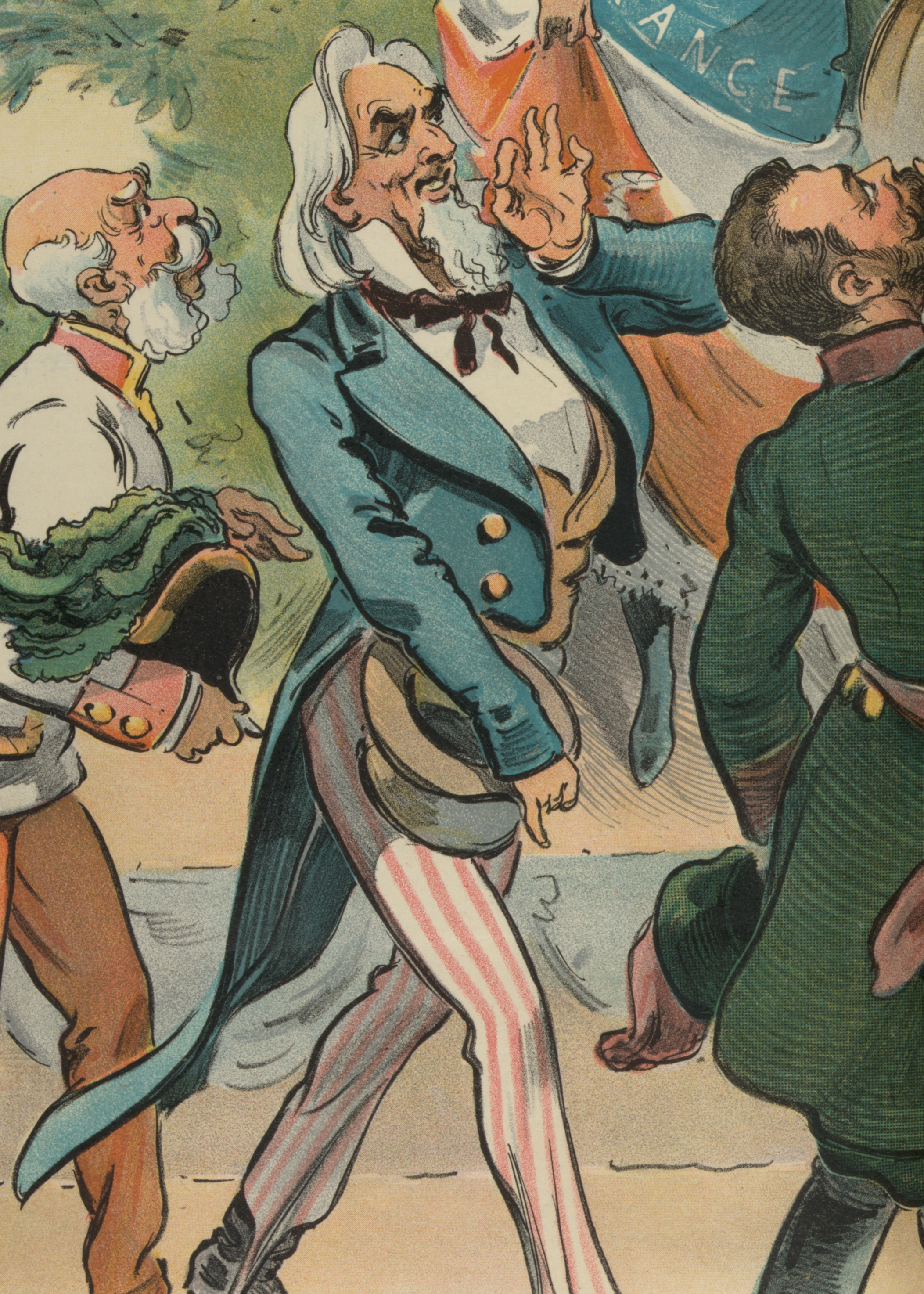
Дядя Сэм делает жест «ОК» на карикатуре для Всемирной выставки 1900

К началу XIX века в Соединённых Штатах этот жест ассоциировался с буквами «О» (образуется кругом) и «К» (получается из вытянутых пальцев).
Хотя точно не известно, как слились жест «ОК» и соответствующее словесное выражение, лингвист Аллан Меткалф относит начало роста употребления этого выражения к шутке в «Бостон Морнинг Пост» в 1839 году, содержащей выражение «ОК» как сокращение от «orl korrek» (подражая иммигрантскому произношению «all correct» — «всё правильно») — в то время в моде были акронимы для слов с ошибками.
Несколько других газет Бостона, Нью-Йорка и Филадельфии также использовали это выражение, укореняя фразу в американском английском.
В следующем году демократы использовали эту фразу и жест в избирательной кампании президента Мартина Ван Бюрена.
Уроженец Киндерхука, штат Нью-Йорк, Ван Бюрен был широко известен под прозвищем «Old Kinderhook», инициалы которого — «О. К.» — неуклонно набирали обороты как выражение одобрения.
В Нью-Йорке поклонники Ван Бюрена создали «O.K. Democratic Club» — «Демократический клуб O.K.» и использовали соответствующий жест, а фраза «O.K.» обладала двойным значением в слогане клуба — «Old Kinderhook is all correct.» — букв. «Старый Киндерхук — всё правильно».
Фраза и жест появились в политических карикатурах в газетах по всей стране, что ещё больше способствовало распространению выражения.
После того, как Ван Бюрен проиграл Уильяму Генри Харрисону, «OK» в течение короткого времени в шутку трактовался как «Ofrul Kalamity» или «Orful Katastrophe».
Несмотря на поражение Ван Бюрена и последующий роспуск «Демократического клуба О. К.», этот жест с тех пор широко использовался в Соединённых Штатах в значении «всё хорошо» или «хорошо».
Жест обладает более позитивным значением, чем слово «ОК», которое может означать, что что-либо удовлетворительно или посредственно, например фраза «The food was OK» означает «Еда была ничего».
Жест же обычно понимается как сигнал одобрения и иногда используется как синоним западного жеста «палец вверх».

### Подводное плавание

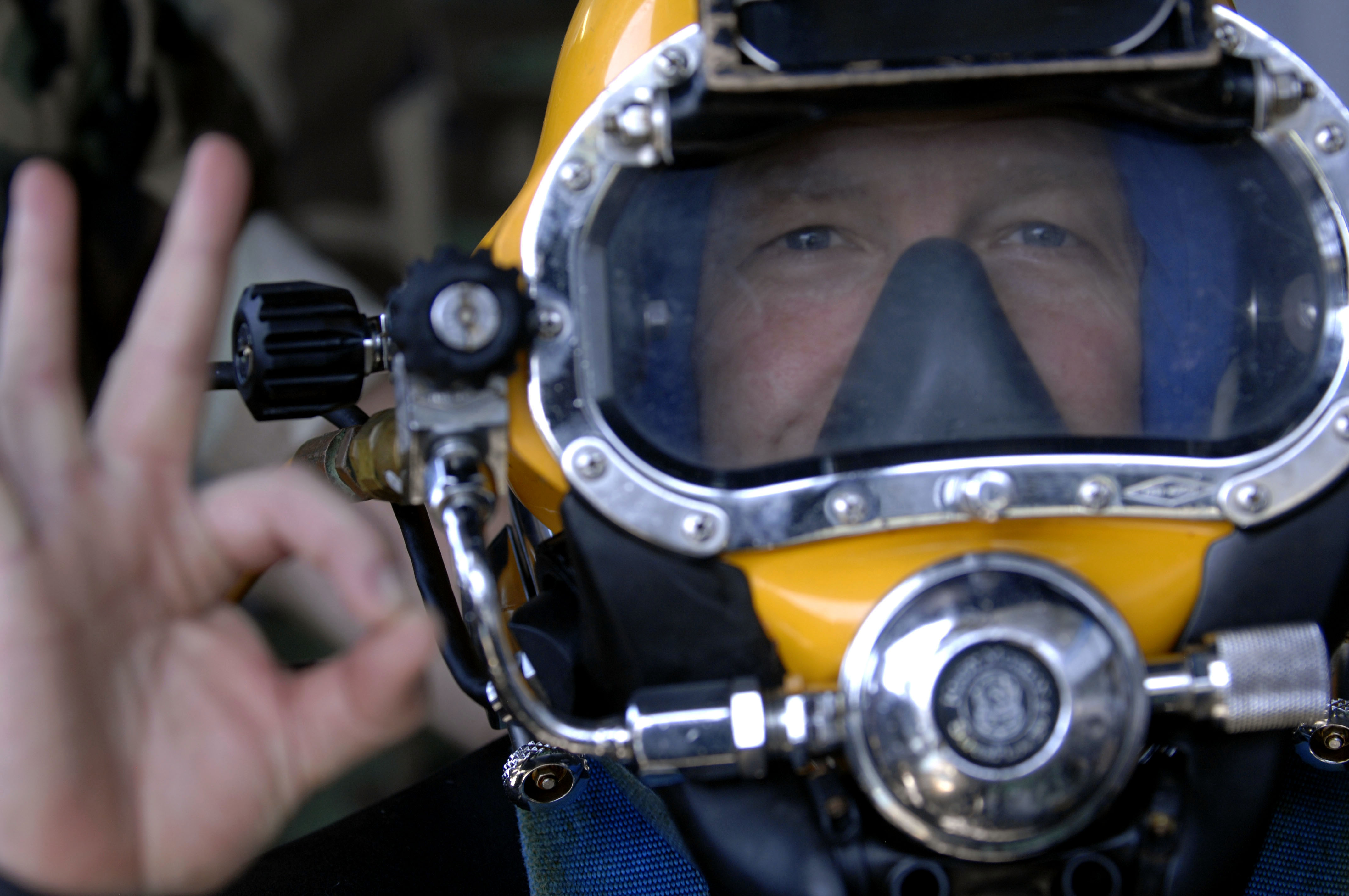
Дайв-сигнал, означающий «Всё в порядке», используется и как вопрос, и как ответ на этот вопрос

В общении дайверов, по правилам WRSTC, исключительно жест «ОК» означает «всё в порядке». Подводников учат всегда использовать этот знак, а не жест «палец вверх», потому что последний означает, что подводник должен всплыть. Жест также используется для проверки, когда один подводник использует его, чтобы спросить другого: «Всё в порядке?», а ответ второго означает: «Да, всё в порядке».
На расстояниях, когда стандартный жест «ОК» может быть трудно различим, подводники используют более заметные сигналы в качестве альтернативы: либо одна рука, согнутая в локте, касающаяся головы, либо обе руки, соприкасающиеся выше головы так, что они образуют «О» из «ОК». Этот жест всем телом также используется в значении «ОК» в Японии, где жест рукой подразумевает денежные операции вместо «ОК». Двуручный жест «ОК» был добавлен в Юникод в 2010 году под названием «Face With OK Gesture» (U + 1F646 «🙆») и вошёл в состав Emoji 1.0 в 2015 году.

### Деньги

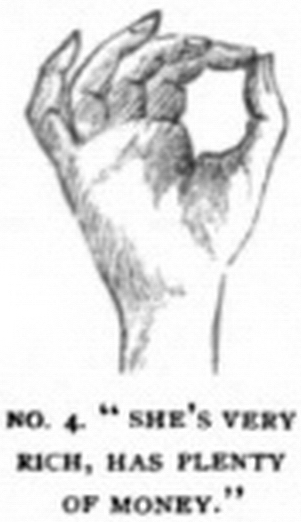
Иллюстрация из отчёта 1880-х годов о жестах, использовавшихся в Мексике

В Японии жест символизирует деньги, и в этом контексте круг из пальцев означает монету. Иногда жест используется, чтобы избежать неловкой ситуации в разговоре о деньгах или при просьбе денег. В других случаях его использование может подразумевать взятку или другие незаконные транзакции, либо служить приглашением к началу деловых переговоров.
В других странах этот жест также может означать деньги, финансовые транзакции, богатство или дороговизну чего-либо. Сохранились свидетельства того, что жест использовался для обозначения богатства или статуса человека в Мексике в конце XIX века.

### Мудра

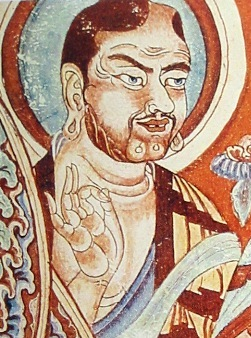
Витарка мудра, Таримская впадина, IX век

В йоге этот жест известен как чин-мудра («печать сознания»), если ладонь обращена вниз, или джняна-мудра («печать мудрости»), если ладонь обращена вверх или находится в другом положении, например, перед сердцем. Некоторые школы йоги используют чин- и джняна-мудры взаимозаменяемо, в то время как другие утверждают, что «первая вызывает тонкое чувство укорененности, а вторая — чувство лёгкости» или что джняна — это «пассивное принимающее положение», в то время как чин — «активно дающее». В этих мудрах средний палец, безымянный палец и мизинец отражают три гуны: раджас, тамас и саттва, которые, если пребывают в гармонии, соединяют атман и брахман — индивидуальную душу и «душу мира». Сжатие большого и указательного пальцев представляет собой этот союз — или «йогу» — сознания. В буддизме этот жест называется витарка мудра («печать обсуждения») и используется для подчёркивания значения слов.

## Отрицательные значения

### Культурные контексты

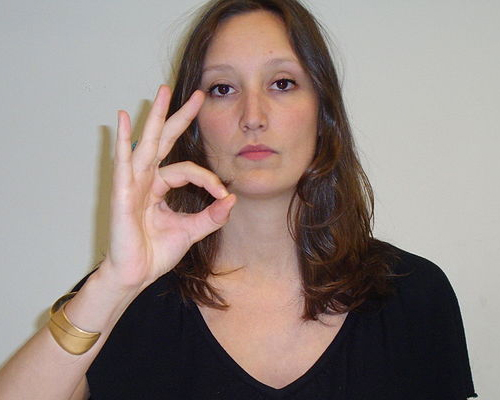
В таких странах, как Франция, где жест «ОК» имеет как положительные, так и отрицательные значения, выражение лица помогает уточнить его смысл

Хотя широкое использование жеста «ОК» придало ему международное значение согласия, он также имеет отрицательные, вульгарные или оскорбительные значения во многих регионах мира. В отличие от Японии, где жест используется для обозначения монеты или богатства, во Франции и Тунисе форма жеста «О» означает «ноль», «ничего не стоить». Во многих средиземноморских странах, таких как Турция, Тунис и Греция, а также на Ближнем Востоке, в некоторых частях Германии и некоторых странах Южной Америки, таких как Аргентина, Чили, Сальвадор и Мексика, этот жест может быть интерпретирован как вульгарное выражение, изображающее человеческий анус (с отсылкой к сексу), как оскорбление («Ты мудак»), либо как оскорбительное упоминание гомосексуальности и акта содомии. В Бразилии жест может быть синонимом демонстрации кому-либо среднего пальца.
В Кувейте и других частях арабского мира этот жест означает сглаз и используется как проклятие, иногда в сочетании со словесным осуждением.

### Игра в кружок

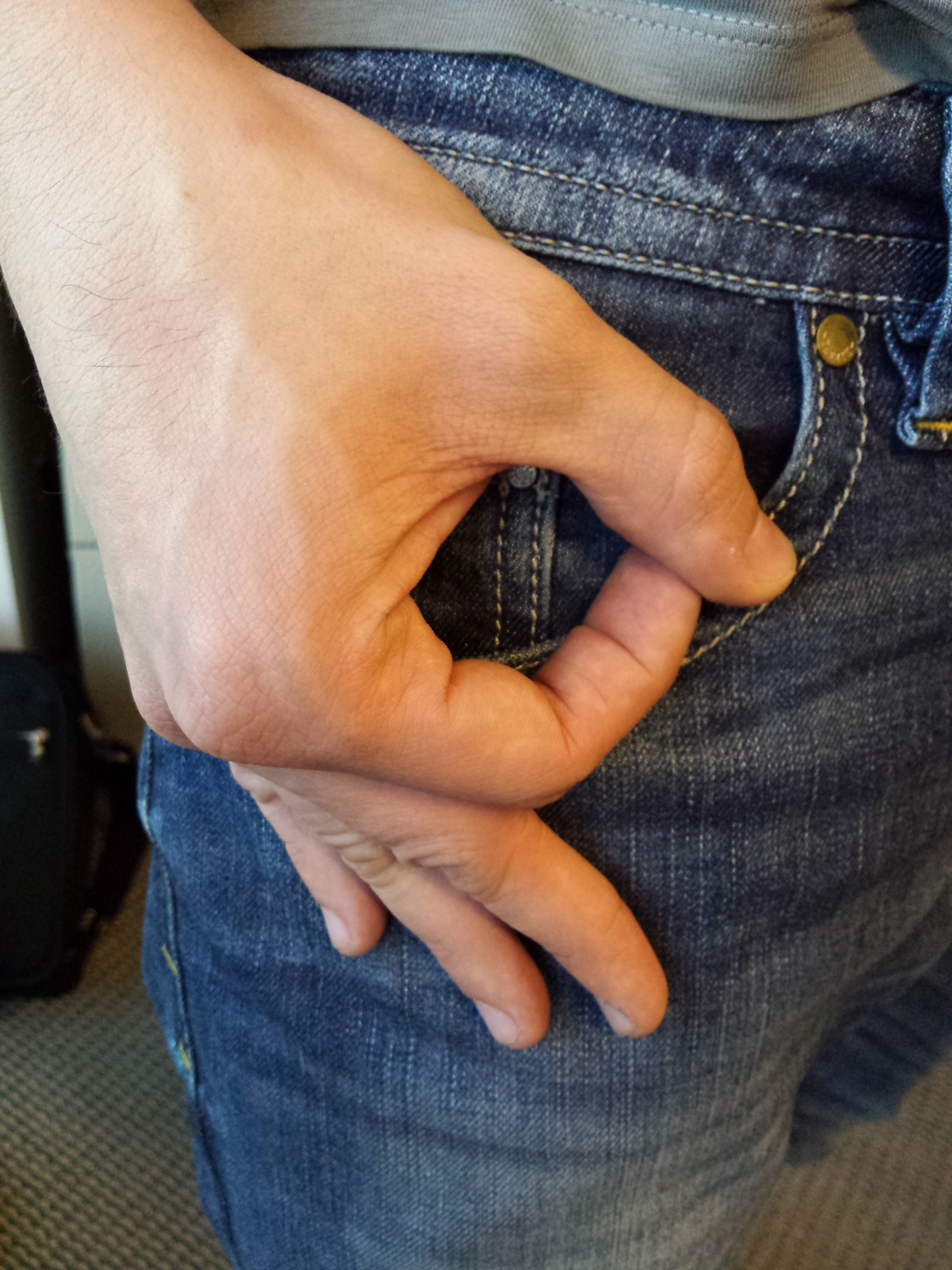
«Круг» расположен ниже линии талии в игре в кружок

С 1980-х годов жест «ОК» стал ключевым элементом популярной школьной игры «the circle game» — букв. «игра в кружок». Участник, начинающий игру, делает жест ниже талии и пытается обманом заставить противника посмотреть на него.
Если другой игрок посмотрит на жест, то тот, кто этот жест показал, бьёт противника по руке.
Существуют варианты, когда игрок, который сумел вставить свой указательный палец в круг, не глядя на него, может ударить автора жеста.

## Языки жестов

### Слова, фразы и понятия
В Европе, ещё в X веке нашей эры, жест, образующий кольцо из большого и указательного пальцев, с вытянутыми остальными пальцами, использовался в наборе церковных знаков христианскими монахами под обетом молчания для изображения различных религиозных обрядов и предметов. Например, если жест удерживался перед собой, он означал подношение Богу. При прикосновении ко рту он означал принятие пищи. В сочетании с открытой ладонью, символом «книга», он означал сборник гимнов, а форма окружности в жесте отражала «О», с которой начинались многие гимны. Если большим и указательным пальцами брались определённые части одежды или тела монаха, такие как капюшон рясы, прядь волос или кожа на левой руке, этот жест мог иметь такие разные значения, как, например, «монах», «лошадь» или «пергамент».

### Дактилология

Буква F в американском дактильном алфавите

В культуре глухих жест, образованный соединением большого и указательного пальцев, означает разные буквы в разных дактилологических системах. Американский дактильный алфавит использует его для буквы F, в то время как на ирландском и французском языках жестов — это буква G. В кириллической дактилологии, например в украинском дактильном алфавите, жест представляет гласную букву O, отражая форму буквы. Точно так же корейский дактильный алфавит использует жест для буквы хангыль «ㅇ», романизируемой как «ng», отражая его произношение на разговорном корейском языке. В юбимодзи (яп. 指文字), японской дактильной слоговой азбуке, 45 знаков и 4 знака с диакритиками которой представляют моры японского языка, жест с соединёнными большим и указательным пальцами обозначает слог «мэ» (め в хирагане, メ в катакане). Различные дактилологические системы могут требовать других особенностей исполнения этого жеста, помимо соединения большого и указательного пальцев или вытянутых остальных пальцев. Например, кольцо в жесте «мэ» в юбимодзи скорее слегка суженное, чем идеально круглое.
В русской дактильной азбуке жест означает букву «О».

### Счёт

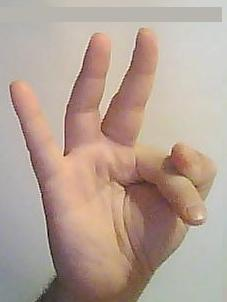
Одна из версий цифры «3» в Китае

В американском языке жестов символ «ОК» означает цифру 9, если рука находится в неподвижном положении, а ладонь обращена от говорящего. Этот числовой знак ASL — последний из однозначных целых чисел, где количество пальцев обозначает числа от 1 до 5, а затем большой палец касается каждого пальца по очереди, обозначая 6 (мизинец), 7 (безымянный палец), 8 (средний палец) и, наконец, 9 (указательный палец). При встряхивании слева направо знак для числа 9 становится числом 19.
Греко-римская хирономия также включала в себя систему подсчёта, в которой жест в виде кольца обозначал 10, 30, 100 или 300, причём конкретное число определялось тем, какая рука использовалась, и тем, в какой точке соприкасались большой и указательный пальцы.